# 塔の家
塔の家（とうのいえ）は、東京都渋谷区神宮前3丁目39番4号にある住宅である。1966年（昭和41年）竣工。

## 概要

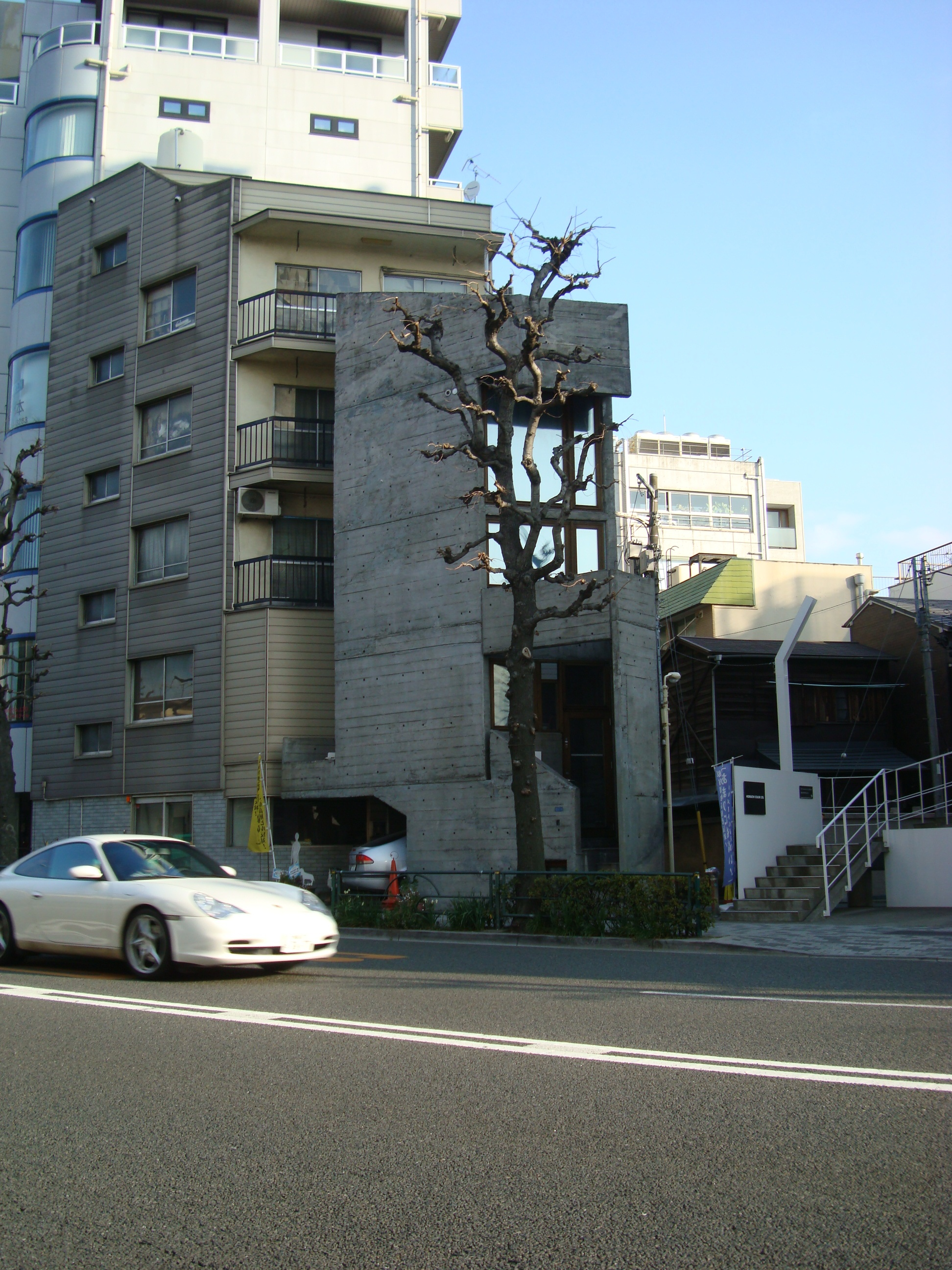
塔の家（中央）

建築家・東孝光の自宅兼事務所で、東の初期の代表作でもある。
6坪弱(20m2＝平方メートル)という狭い敷地に、地上5階・地下1階を塔状に積み立てた鉄筋コンクリート構造で、玄関を除いてトイレも浴室も含め扉が一切なく、間仕切りも存在しない。
建築史上において多くの建築・建築家に影響を与えた建物のひとつとして知られ、打放しコンクリート、狭小住宅の先駆けともされている。2003年にはDOCOMOMO JAPAN選定 日本におけるモダン・ムーブメントの建築に選ばれた。